# شیمونیتا، گونما
شیمونیتا، گونما (به لاتین: Shimonita, Gunma) یک منطقهٔ مسکونی در ژاپن است که در استان گونما واقع شده‌است. شیمونیتا ۱۸۸٫۳۸ کیلومتر مربع مساحت و ۷٬۸۵۵ نفر جمعیت دارد.